# لوثر توماس
لوثر توماس (بالإنجليزية: Luther Thomas)‏ هو عازف ساكسفون أمريكي، ولد في 23 يونيو 1950 في الولايات المتحدة، وتوفي في 8 سبتمبر 2009.

## وصلات خارجية
- لوثر توماس على موقع ميوزك برينز (الإنجليزية)
- لوثر توماس على موقع أول ميوزيك (الإنجليزية)
- لوثر توماس على موقع ديسكوغز (الإنجليزية)